# Theo Jörgensmann
Theo Jörgensmann *(29 septembrie 1948, Bottrop) este un clarinetist și compozitor germani de Free Jazz.

Jörgensmann este considerat a fi printre cei mai importanți clarinetist de Free Jazz

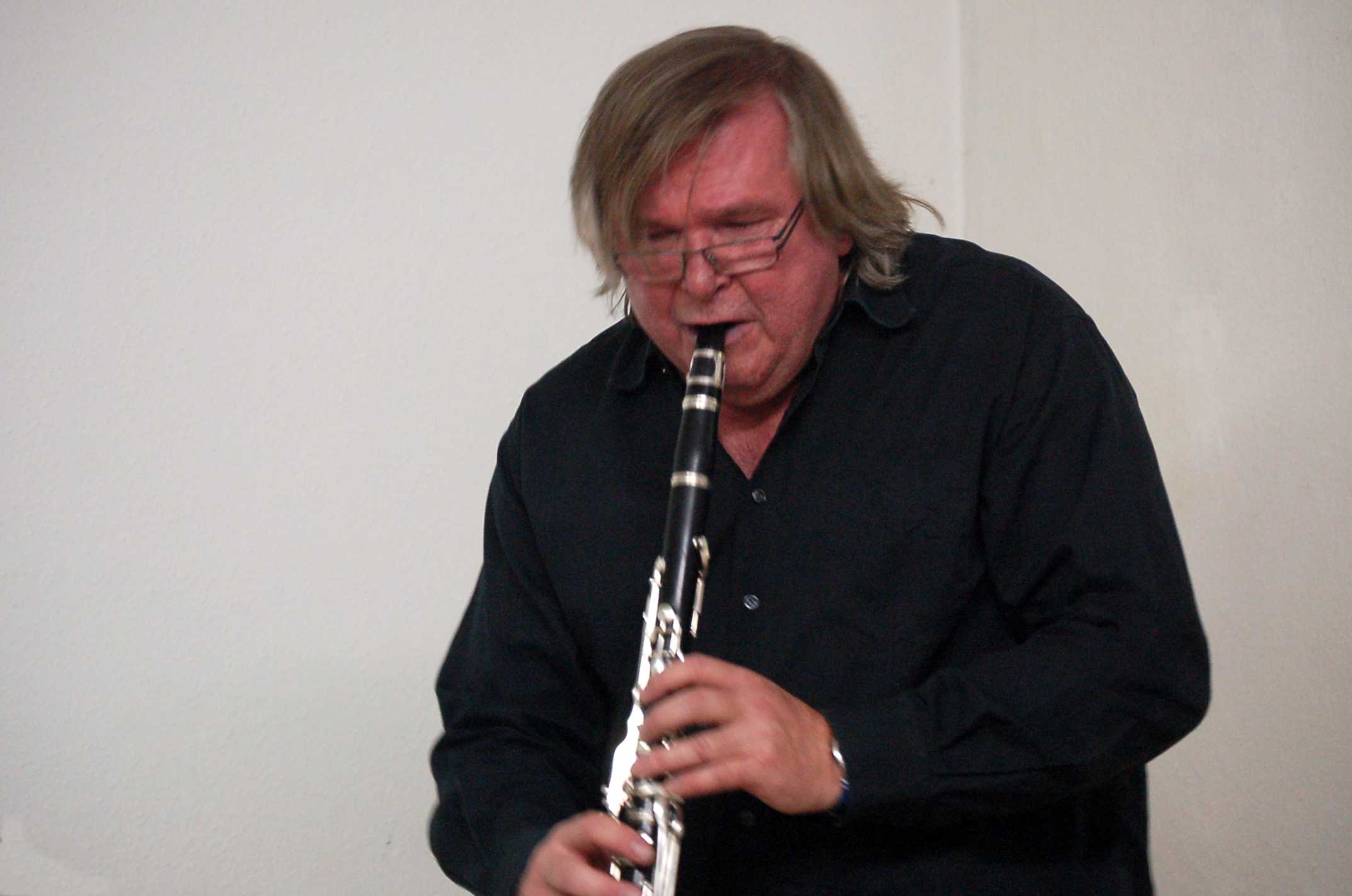
Theo Jörgensmann, 2009.

## Discografie
- Theo Jörgensmann Quartet ta eko mo (1998)
- Theo Jörgensmann Albrecht Maurer European Echoes (1999)
- Theo Jörgensmann Quartet Snijbloemen (2000)
- Theo Jörgensmann un Eckard Koltermann Pagine Gialle (2001)
- Theo Jörgensmann Quartet Hybrid Identity (2002)
- Oles Jörgensmann Oles miniatures (2003)
- Oles Jörgensmann Oles Directions (2005)
- Theo Jörgensmann Fellowship (2005)
- Contact 4tett Loud Enough To Rock The Kraut (2015)